# Mother Love Bone (album)
Mother Love Bone (conosciuto anche come Stardog Champion) è una raccolta dei Mother Love Bone pubblicata nel 1992.
Contiene le canzoni tratte dal EP Shine e dall'album Apple.

## Tracce

### CD 1
1. This Is Shangrila - 3:42
2. Stardog Champion - 4:58
3. Holy Roller - 4:28
4. Bone China - 3:46
5. Come Bite the Apple - 5:26
6. Stargazer - 4:53
7. Heartshine - 4:37
8. Captain Hi-Top - 3:7
9. Man of Golden Words - 3:42
10. Capricorn Sister - 4:19
11. Gentle Groove - 4:4
12. Mr. Danny Boy - 4:50
13. Crown of Thorns - 6:22
14. Thru Fade Away - 3:45
15. Mindshaker Meltdown - 3:47
16. Half Ass Monkey Boy - 3:21
17. Chloe Dancer/Crown of Thorns - 8:21

### CD 2 (Bonus CD)
- Capricorn Sister (Shine Version) - 3:54
- Lady Godiva Blues - 3:23